# Ulfuls
Ulfuls (ウルフルズ Urufuruzu?) es una banda japonesa del Rock alternativo más famosa de los años 90, mayormente conocidos por sus letras y presentaciones humorísticas.
Su estilo musical gira en torno a los años 60 y 70, funk y rock n' roll, similar a lo que se podría haber encontrado en América por esos tiempos. Sin embargo no se puede describir a la banda como una copia barata, debido a que ellos seguían sus propios caprichos y últimamente contaban como una de las más exitosas bandas de rock japonés. El nombre de la banda, Ulfuls, proviene de la mala pronunciación de la palabra inglesa «Soulful».

## Miembros
- Tortoise Matsumoto (トータス松本 Tōtasu Matsumoto?, 28 de diciembre de 1966 (58 años)) Es el vocalista. Nombre real: Atsushi Matsumoto.
- Ulful Keisuke (ウルフルケイスケ Urufuru Keisuke?, 23 de mayo de 1965 (60 años)) Es el guitarrista. Nombre real: Keisuke Iwamoto.
- Jhon B. Chopper (ジョン・B・チョッパー Jon Bī Choppā?, 4 de noviembre de 1967 (57 años)) Es el bajista. Nombre real: Toshihiro Kuroda.
- Sankon Jr. (サンコンJr. Sankon Junia?, 13 de octubre de 1970 (54 años)) Es el batería. Nombre real: Hiroyuki Sako.

## Historia
Los miembros de la banda se conocieron alrededor de 1988. Por falta de éxito, la banda tuvo que vivir con un presupuesto bastante apretado.
A principios de 1990, la banda se hizo más famosa y firmó un contrato con Toshiba EMI en la primavera del 1992. En mayo,  debutaron con su primer sencillo al estilo de The Beatles titulado «Yabure Kabure», siguiéndole su primer álbum Bakuhatsu no Ballad que salió en junio. El progreso que se esperaba no tuvo lugar.
Siguieron lanzando discos hasta 1996, cuando su tercer álbum Banzai se convirtió en un completo éxito y los colocó en los primeros puestos de las listas niponas.
En el año 1999, Chopper abandona la banda, Ulfuls continuó con tres miembros hasta el regreso de Chopper en 2002. Durante ese tiempo, celebraron su décimo aniversario con 5 largas horas de concierto, tocando 50 de sus canciones. Este concierto después fue lanzado en un CD, con una versión limitada y una normal.
A raíz del exitoso concierto en su décimo aniversario, lanzaron una nueva edición de Banzai a principios de 2006, incluyendo canciones extras.
Su canción «Baka Survivor» fue utilizada para el segundo tema de apertura del anime japonés Bobobo (ボボボーボ・ボーボボ Bobobōbo Bōbobo?).
Tras estar en activo durante 21 años, los Ulfuls anunciaron que dejarían por un tiempo las giras después de «Yassa!» (ヤッサ! Yassa!?), un concierto al aire libre, que se celebró en Osaka el 29 y 30 de agosto de 2009.
Aparte de la banda, Tortoise Matsumoto actúa en diversos dramas en televisión.
Tras su pausa, el grupo volvió a estar en activo en 2014 y lanzarán un álbum de estudio titulado One Mind el 21 de mayo de 2014. La primera canción del álbum "Aada Koda Soda!" fue usada para el tema de apertura para la serie Aoi Honō, una adaptación dramática del manga con el mismo nombre.

## Discografía
- Datos: Q1037401